# Ponte sullo stretto della Sonda

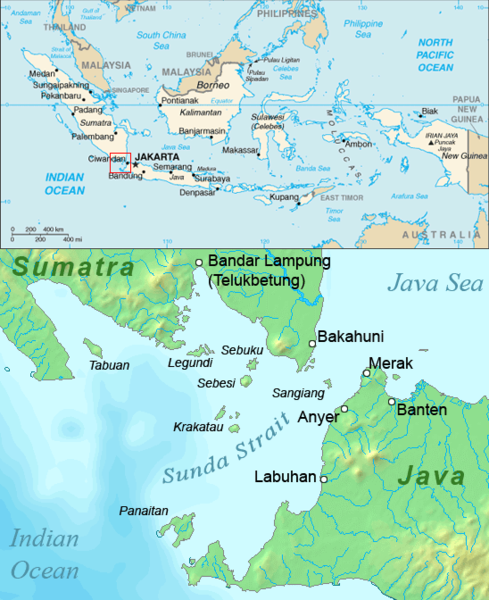
Lo stretto della Sonda.

Il ponte sullo stretto della Sonda (lingua indonesiana: Jembatan Selat Sunda), è un ponte stradale e ferroviario in fase di progettazione che dovrebbe attraversare lo stretto della Sonda, collegando le isole di  Giava e di Sumatra, in Indonesia.
La sua costruzione, dopo la presentazione di diversi studi di fattibiltà, è stata decisa dal governo indonesiano nel 2007 e si pensava che i lavori potessero iniziare nel 2012. Problemi di varia natura hanno però fatto sì che in marzo 2013 non sia ancora pronto il progetto definitivo. Si dovrà tener conto tra l'altro che, analogamente al progettato ponte sullo stretto di Messina, l'area è altamente sismica.
Il progetto preliminare prevede una lunghezza totale di 27,3 km, suddivisa in cinque tratte:
| Sezione     | Lungh. (km) | Struttura       | Collegamento                          |
| ----------- | ----------- | --------------- | ------------------------------------- |
| Sezione I   | 4,9         | ponte a travata | Java - isola di Ular                  |
| Sezione II  | 6,5         | ponte sospeso   | isola di Ular -isola di Sangiang      |
| Sezione III | 6,5         | strada          | attraverso l'isola di Sangiang        |
| Sezione IV  | 4,0         | ponte sospeso   | isola di Sangiang - isola di Prajurit |
| Sezione V   | 5,4         | ponte a travata | isola di Prajurit - Sumatra           |

In settembre 2011 il principale progettista, Wiratman Wangsadinata, ha valutato che la durata dei lavori sarà di circa dieci anni.
In gennaio 2013 il ministro dei lavori pubblici indonesiano, Djoko Kirmanto, ha espresso l'opinione che, a causa del protrarsi delle discussioni governative sulle possibili soluzioni progettuali, l'inizio dei lavori dovrà essere posticipato rispetto alla data inizialmente prevista del 2014. Si prevede quindi che l'opera potrà essere ultimata non prima del 2024.